# 키피아아과
키피아아과(cyphia亞科, 학명: Cyphioideae 키피오이데아이[*])는 초롱꽃과의 아과이다.

## 하위 분류
- 키피아속 (Cyphia) P.J.Bergius – 아프리카
- Cyphocarpus Miers – 칠레
- Nemacladus Nutt. – 미국 남서부 및 멕시코 북부
- Pseudonemacladus McVaugh – 멕시코 남동부